# Chimarra meorum
Chimarra meorum är en nattsländeart som beskrevs av Chantaramongkol och Malicky 1989. Chimarra meorum ingår i släktet Chimarra och familjen stengömmenattsländor. Inga underarter finns listade i Catalogue of Life.